# Terrestrial Planet Finder

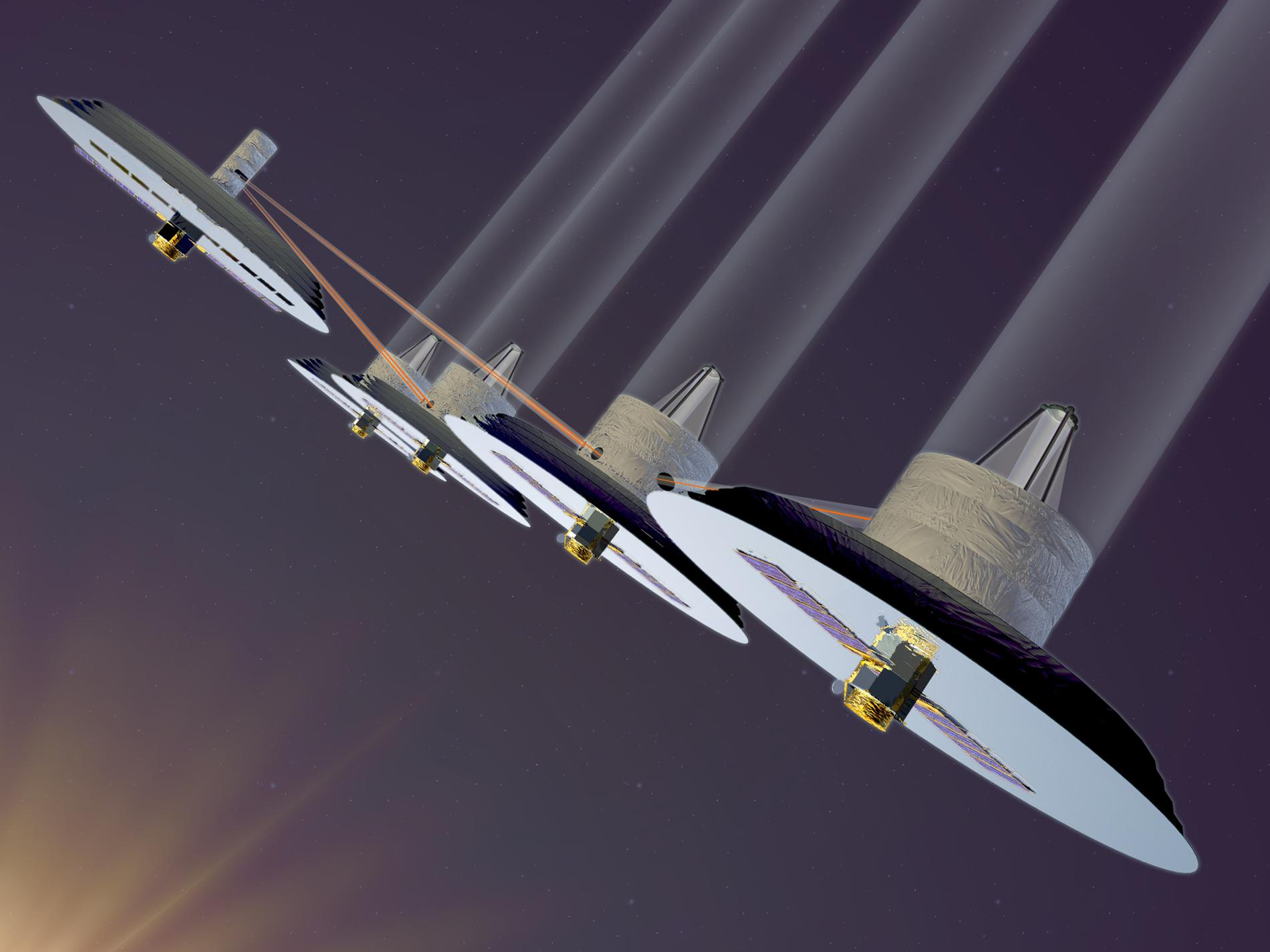
A Terrestrial Planet Finder infravörös interferométer elképzelés

A Terrestrial Planet Finder (rövidítve: TPF, magyarul: Földszerű Bolygó Kereső) egy tervezett amerikai űrteleszkóp rendszer volt, amely képes lett volna a Naprendszeren kívüli földszerű bolygók észlelésére. A programot 2011 júniusában forráshiány miatt törölték.
2002 májusában a NASA két TPF elképzelést választott ki további tanulmányozás és fejlesztés céljából. Ezek különböző módon érték volna el ugyanazt a célt – a központi csillag fényének eltakarásával a körülötte keringő kisebb és halványabb bolygó megfigyelését. Ez a technológiai kihívás ahhoz hasonlítható, mint amikor egy szentjánosbogarat próbálunk észrevenni egy működő világítótorony mellett nagy távolságból. A küldetés további céljai a megtalált bolygók felszínének és légkörének vizsgálata valamint az élet kémiai nyomai után való kutatás lettek volna. 2004 májusában mindkét felépítést elfogadták.
A két tervezett felépítés:
- Infravörös csillagászati interferométer (TPF-I): Néhány kis teleszkóp egy rögzített szerkezeten vagy külön, alakzatban repülve egy sokkal nagyobb és erősebb teleszkópot alkotna.
- Látható fényű koronográf (TPF-C): Egy nagy optikai teleszkóp, a Hubble-űrtávcsőnél 3-4-szer nagyobb és 10-szer nagyobb felbontású tükörrel.

A TPF-C 2014-ben, a TPF-I 2020-ban indult volna. A 2006. február 6-án közzétett NASA költségvetési dokumentáció szerint a projektet bizonytalan időre elhalasztották. 2006 júniusában elfogadták a TPF finanszírozását a Jupiter Europa holdjára küldendő űrszondáéval együtt, így a program a tervek szerint haladt. 2008-ig azonban a program nem jutott tényleges forrásokhoz, 2011 júniusában pedig a programot törölték.
Az ESA is foglalkozott egy hasonló küldetés, a Darwin tervével, azonban azt a tervet szintén törölték.

## Külső hivatkozások
- NASA Planet Quest: Terrestrial Planet Finder